# Kabinet-Steeg
Het Kabinet Steeg was een Frans kabinet van 13 december 1930 tot 27 januari 1931. De premier was Théodore Steeg.
Het kabinet had vooral steun in de Senaat maar had geen stabiele meerderheid in de Kamer van Afgevaardigden. Op 22 januari 1931 verloor het kabinet het vertrouwen in de Kamer bij een interpellatie over de landbouwpolitiek.

## Kabinet-Steeg (13 december1930-27 januari1931)
- Théodore Steeg (PRS) - President van de Raad (premier) en minister van Koloniën
- Aristide Briand (RS) - Minister van Buitenlandse Zaken
- Louis Barthou (AD) - Minister van Defensie
- Georges Leygues (AD) - Minister van Binnenlandse Zaken
- Louis Germain-Martin (RI) - Minister van Financiën
- Louis Loucheur (RI) - Minister van Economische Zaken, Handel en Industrie
- Maurice Palmade (PRS) - Minister van Begrotingszaken
- Édouard Grinda (AD) - Minister van Arbeid en Sociale Zekerheid
- Henri Chéron (AD) - Minister van Justitie en Grootzegelbewaarder
- Albert Sarraut (PRS) - Minister van Marine
- Charles Daniélou (RI) - Minister van Zeevaart
- Paul Painlevé (RS) - Minister van Luchtvaart
- Camille Chautemps (PRS) - Minister van Onderwijs en Schone Kunsten
- Robert Thoumyre (AD) - Minister van Pensioenen
- Victor Boret (AD) - Minister van Landbouw
- Édouard Daladier (PRS) - Minister van Openbare Werken
- Henri Queuille (PRS) - Minister van Volksgezondheid
- Georges Bonnet (PRS) - Minister van Posterijen, Telegrafie en Telefonie

Wijzigingen
- 23 december 1930 - Maurice Dormann (RI) volgt Thoumyre op als minister van Pensioenen.